# پاکیلا
پاکیلا (به فنلاندی: Pakila) یک منطقهٔ مسکونی در فنلاند است که در ناحیه اصلی شمالی هلسینکی واقع شده‌است. پاکیلا ۴٫۰۸ کیلومتر مربع مساحت و ۱۰٬۲۷۵ نفر جمعیت دارد.